# Casimir Friedrich Knörr
Kasimir Friedrich Knörr (auch Casimir) (* 12. Mai 1808 in Strassburg; † 19. März 1882 in Luzern) war ein Schweizer Unternehmer, Bankier und Wegbereiter der Dampfschifffahrt auf dem Vierwaldstättersee. Er entstammte einer elsässischen Speditionsfamilie und trat 1828 in das väterliche Handels- und Bankhaus in Luzern ein, wo er sich früh mit den wirtschaftlichen Herausforderungen des wachsenden Handelsverkehrs befasste.

## Familie und Ausbildung
Casimir Friedrich Knörr wurde am 12. Mai 1808 in Strassburg geboren. Sein Vater, Johann Friedrich Knörr, betrieb ein erfolgreiches Bank- und Handelshaus in Luzern, und Casimir trat früh in die Fussstapfen seines Vaters. Nach seiner Ausbildung übernahm er 1828 das Geschäft seines Vaters in Luzern.

## Knörr als Bankier und Financier der Dampfschifffahrt
Nach der Übernahme des väterlichen Geschäfts im Jahr 1828 führte Knörr das Bank- und Handelshaus in Luzern weiter und baute es zu einer der wichtigsten Finanzinstitutionen der Region aus. Der Schwerpunkt lag auf der Finanzierung des Handels entlang der Route über den Gotthard, einer Schlüsselverbindung zwischen Nord- und Südeuropa. Neben klassischen Bankgeschäften wie Kreditvergabe und Wechselhandel war Knörr besonders in der Finanzierung von Transport- und Infrastrukturprojekten aktiv. Die wachsende Bedeutung der Dampfschifffahrt auf dem Vierwaldstättersee bot ihm eine Möglichkeit, seine Bankgeschäfte strategisch mit dem Ausbau neuer Verkehrswege zu verbinden.

## Pionier der Dampfschifffahrt
Knörr galt als ein gut informierter Geschäftsmann, der die wirtschaftlichen und politischen Entwicklungen seiner Zeit genau beobachtete. Schon früh erkannte er das Potenzial der Dampfschifffahrt, inspiriert von Pionieren wie Philippe Suchard am Neuenburgersee. Es gelang ihm, sowohl lokale als auch auswärtige Investoren für seine Ideen zu begeistern.
Aufgrund der langwierigen Finanzierung, für die Knörr bis nach Basel reisen musste, und Verzögerungen beim Import der Maschinen aus England konnte die Dampfschiffgesellschaft erst 1836 gegründet werden, das erste Dampfschiff, die «Stadt Luzern», lief dann am 29. Juli 1837 vom Stapel. Knörrs Beharrlichkeit und strategische Planung zahlten sich aus: Das Schiff wurde ein wirtschaftlicher Erfolg und beförderte im ersten Jahr bereits 30'772 Passagiere.

## Erfolg und Expansion auf dem Vierwaldstättersee
Der Erfolg des Dampfschiffs rief jedoch auch Widerstände hervor. Besonders die traditionellen Schifferzünfte, die den Seeverkehr bis dahin kontrolliert hatten, protestierten vehement gegen die Einführung der neuen Technik. Vor allem im Kanton Uri, wo der Transport über den See einen wichtigen Teil des regionalen Einkommens ausmachte, stiess Knörr auf harte Gegenwehr.
Bis 1842 erwarb Knörr die Mehrheit der Anteile an der Dampfschiffgesellschaft und begann mit der Planung eines zweiten Schiffs, der «St. Gotthard», die 1843 in Betrieb ging. Mit der ehemaligen Konkurrentin, der Post-Dampfschifffahrtsgesellschaft von Carl Emanuel Müller, ging Knörr im Jahr 1849 eine Betriebsgemeinschaft ein.

## Ausstieg aus der Dampfschifffahrt
Die Fusion sämtlicher Schifffahrtsgesellschaften auf dem Vierwaldstättersee 1870 war nicht im Sinne des freigeistigen Knörr. Er trat aus dem Verwaltungsrat aus und plante heimlich den Bau zweier luxuriöser Salonschiffe, der «Germania» und «Italia». Diese Schiffe wurden zu einem Konfliktthema, da Knörr mit der «Vereinigten Dampfschifffahrtsgesellschaft des Vierwaldstättersees» (VDGV) konkurrieren wollte. Die VDGV sah darin eine Bedrohung ihres Monopols und zwang Knörr, sich aus dem Schifffahrtsgeschäft zurückzuziehen. Die «Germania» und «Italia» wurden letztlich von der VDGV übernommen, was deren Monopolstellung weiter festigte.
Dies bedeutete einen schweren Rückschlag für den visionären Unternehmer, der stets nach Unabhängigkeit und Innovation gestrebt hatte. Er zog sich in der Folge aus der Dampfschifffahrt zurück.

## Engagement im Bahnbauprojekt
1852 setzte sich Knörr für den Bau einer Eisenbahnstrecke von Luzern über Wolhusen und Willisau nach Zofingen ein. Das Vorhaben sollte Luzern besser an das überregionale Schienennetz anbinden und insbesondere die Verbindung zum Gotthard verstärken. Trotz intensiven Verhandlungen mit politischen und wirtschaftlichen Entscheidungsträgern scheiterte das Projekt letztlich an fehlender finanzieller Unterstützung und politischen Widerständen.

## Bau des Luxushotels «Europe»
Ein weiteres grosses Vorhaben Knörrs war der Bau des Luxushotels «Europe», das er 1875 in unmittelbarer Nähe des geplanten Gotthardbahnhofs errichten liess. Das Hotel war als Prestigeprojekt gedacht und sollte von der erwarteten Zunahme des Reiseverkehrs profitieren.

## Zusammenbruch des Bankhauses Knörr
Der Untergang des Bankhauses Knörr im Jahr 1877 wurde durch den verlustreichen Konkurs der Gewehrschäfte- und Möbelfabrik Pays & Sohn ausgelöst. Die finanziellen Schwierigkeiten der Fabrik führten zu einem massiven Zusammenbruch, der das Bankhaus mit in die Krise zog. Der Konkurs erregte grosses Aufsehen und führte zu einem Vertrauensverlust, der den Bankrott zur Folge hatte.

## Familie
Casimir Friedrich Knörr war der Sohn von Johann Friedrich Knörr, der 1808 aus dem elsässischen Buchsweiler nach Luzern zog, und Elisabetha Huber aus Dagmersellen. Er heiratete Karolina Rohr, über gemeinsame Kinder ist jedoch nichts bekannt.
Nach dem Bankrott seines Bankhauses im Jahr 1877 zog sich Knörr aus dem öffentlichen Geschäftsleben zurück. Die letzten Jahre seines Lebens verbrachte er zurückgezogen in Luzern. Er verstarb am 19. März 1882.